# Ufficio del revisore generale
L'Ufficio del revisore generale è un organismo economico della Curia romana voluto da papa Francesco per svolgere la revisione contabile del bilancio consolidato degli enti della Santa Sede, delle istituzioni collegate o che fanno riferimento ad essa e del bilancio consolidato del Governatorato dello Stato della Città del Vaticano.

## Istituzione
Papa Francesco, con la lettera apostolica in forma di motu proprio Fidelis dispensator et prudens del 24 febbraio 2014, ha affidato al revisore generale l'incarico di compiere la revisione contabile (audit) dei Dicasteri della Curia romana, delle istituzioni collegate con la Santa Sede e dello Stato della Città del Vaticano.
Con l'emanazione di un nuovo statuto il 21 gennaio 2019, papa Francesco ha indicato le funzioni e le competenze dell'Ufficio del revisore generale. Tale ruolo è stato ribadito nella costituzione apostolica Praedicate Evangelium, che annovera l'Ufficio del revisore generale tra gli organismi economici.
L'Ufficio del revisore generale attua con piena autonomia ed indipendenza le revisioni contabili dei bilanci individuali degli enti e Dicasteri che confluiscono nel bilancio consolidato della Santa Sede e del bilancio consolidato del Governatorato dello Stato della Città del Vaticano. Sottopone al Consiglio per l'economia un programma annuale di revisione nonché una relazione annuale delle proprie attività.
L'Ufficio del revisore generale è inoltre l'autorità anticorruzione ai sensi della Convenzione di Mérida, in vigore per la Santa Sede e per lo Stato della Città del Vaticano dal 19 ottobre 2016.
L'Ufficio svolge inoltre revisioni su situazioni particolari connesse ad anomalie nell'impiego o nell'attribuzione di risorse finanziarie o materiali, irregolarità nella concessione di appalti o nello svolgimento di transazioni o alienazioni, atti di corruzione o frode. 
Sulle medesime situazioni particolari, il revisore generale riceve segnalazioni dalle persone che ne sono a conoscenza nell'esercizio delle proprie funzioni, proteggendone l'identità, le analizza e le presenta con una relazione al prefetto della Segreteria per l'economia e, qualora lo ritenga necessario, anche al cardinale coordinatore del Consiglio per l'economia (c.d. whistleblowing).

## Cronotassi

### Revisori generali
- Libero Milone (9 maggio 2015 - 19 giugno 2017)
  - Alessandro Cassinis Righini ad interim (23 giugno 2017 - 15 marzo 2021)
- Alessandro Cassinis Righini, dal 16 marzo 2021